# Synalpheion giardi
Synalpheion giardi är en kräftdjursart som beskrevs av H. Coutière 1908. Synalpheion giardi ingår i släktet Synalpheion och familjen Entoniscidae.
Artens utbredningsområde är Yucatán (Mexiko). Inga underarter finns listade i Catalogue of Life.